# Меоссааре
Ме́оссааре (ест. Meossaare küla) — село в Естонії, у волості Тюрі повіту Ярвамаа.

## Населення
Чисельність населення на 31 грудня 2011 року становила 49 осіб.

## Географія
Через населений пункт проходить автошлях 49 (Імавере — Вільянді — Карксі-Нуйа).